# Estadio municipal Hermínio Espósito
El Estadio municipal Hermínio Espósito (en portugués: Estádio Municipal Hermínio Espósito) és un estadio de fútbol y rugby localizado en la ciudad de Embu, en el estado de São Paulo, en Brasil, pertenece a la prefectura municipal y tiene capacidad para 5.048 personas.
A partir de 2011, pasó a ser utilizado con frecuencia para algumas de las competiciones más importantes dentro del rugby nacional, incluyenbo partidas de la selección brasileña y finales del Super 10, el principal torneo entre clubes de ese deporte en el país.